# Старцево
 Тази статия е за селото в Родопите.  За селото в Пиринска Македония вижте Старчево.  
Старцево е село в Южна България. То се намира в община Златоград, област Смолян. Влиза в територията на днешна България с Букурещкия договор от 1913 година. Старото наименование на селото е Алехче, с което име е било известно селото до промяната на наименованието му през 1934 година.

## География

### Географско положение
Село Старцево се намира в Централната южна част на Родопа планина, на осем километра от Златоград, в близост до границата с южната съседска държава Гърция, откъдето преминава и международното шосе Златоград – Термес. През него е разрешено преминаването на автомобили с дължина до 7,5 м, понеже общата ширина на шосето е 3,7 м.

### Климат
В климатично отношение Златоградският район принадлежи към континентално-средиземноморската климатична област, южнобългарска климатична подобласт и източнородопски нископланински климатичен район, характерен с умерено лято и сравнително мека зима.

## История
Има основания да се предполага, че Старцево е най-старото селище в региона. Според разкази на стари хора от Неделино, през Българското средновековие част от неделинци са придошли от Старцево, има и предположения, че и Златоград е заселен основно от старцевци. Според Ст. Н. Шишков старото име на селото Елехче е видоизменена форма от Илия или Алия, Иляс, или че името на селото произлиза от турската дума „илиасче“, което значело „дюля“, „круша“, на стара австро-унгарска военна карта от 1910 присъства като Илиасча . Има и предположения, че първото име на селото е било Алексиево,
Днес Старцево е най-голямото село в община Златоград и в област Смолян, както и едно от най-големите в страната. Смята се, че хората тук носят по-различна култура от тази в останалите части на областта.
Селото и по-специално местността Белите камъни някога е било тракийско светилище и старо селище в Римската империя. Като деца много от жителите са намирали старинни и римски монети. През селото е минавал важен римски път.

## Религии
В селото се изповядва източно-православно християнство и ислям. Има джамия и църква.
Черквата „Свети Атанасий Велики“ е осветена през 1998 година от Пловдивски митрополит Арсений.

## Обществени институции
- Кметство село Старцево;
- Средно училище „Свети Княз Борис I“
- Народно читалище с библиотека „Прогрес“;

## Културни и природни забележителности
Към черквата „Свети Атанасий Велики“ е създадена музейна сбирка. В нея могат да бъдат разгледани стара камбана, принадлежала на Гложенския манастир, три икони, дарени от Националния исторически музей, както и  кръст, кандило и икона, намерени при ремонта на джамията в селото през 1916 година.
В селото има и изложба на открито с карвинг скулптури на Велин Чаушев, изработени от дърво.
В землището на селото е и местността Бялото каменье (Белите камъни), със следи и останки от живот на древните траки. Има предположения, че е възможно там да се е намирал основният за населеното място и района култов за траките обект. Откривани са малки пещери, в които са оставяни и принасяни дарове за боговете.
На 3 – 4 км североизточно от Старцево, в землището на с. Пресока, се намира местността Св. Неделя, наричана от околното население „Ста̀ниделе“. Според предание, запазено в региона, там е имало стар манастир и крепост. Недалеч оттам, през 1955 г. е разкрит (предположително средновековен) християнски некропол. До 1934 г. тази местност, известна сред старцевци и като „Купенат“, е била собственост на Юмер Бюлюкбашиев от Старцево, който я продава на златоградчанин. Днес тя е собственост на църковното настоятелство в Златоград.

## Редовни събития
Празник на с. Старцево под мотото „Старцево древно и младо“ се провежда в уикенда около празника Успение Богородично.
В уикенда около рождението на Йоан Кръстител (Еньовден) се провежда фолклорен празник „Мало и голямо играе, Старцево се цяло люляе!“. Празникът се организира сдружение „Красиво Старцево“.

## Други
В селото има фолклорна група.

## Кухня
Характерна в етнографско отношение е местната кухня, различаваща се от тази в полските райони. Преобладавало е храненето с хляб и качамак на основата на ръж и царевица, варива – боб, булгур, картофи,пататник, както и на каши с царевично брашно, понякога с пръжки. Особен деликатес за старцевци, в миналото и сега, представляват ястията „месо с кочан“ (нещо като месо с цвекло), „просеник“ (от киселец, коприва, жабец, лапад, зеле, праса, пера от луци), „пататник“, извара с пържено масло, пролетна туршия от земна ябълка с чесън, както и различни други, преди всичко, двукомпонентни ястия. Приготвяла се е също пастърма, печена тиква в пепел, както и сушени плодове от местен сорт захарни круши – „караманки“, киселици, дренки, диви череши, орехи. Сушени дребни домати и люти чушки. Интересно е да се отбележи, че в миналото, напук на цялата сиромашия, вкусни видове гъби като печурка, манатарка и др., изобилстващи в региона, са смятани за смъртоносни.